# The Skinny
The Skinny é uma revista bimensal destinada à tratar de assuntos como música, arte e cultura. Situada em Glasgow, na Escócia, pertence à editora Radge Media e teve sua primeira edição publicada em 1 de outubro de 2005. Ao longo de sua existência, a publicação se estabilizou fazendo cobertura de eventos artísticos, como o Festival de Edimburgo e o Festival Internacional de Cinema de Edimburgo. Em 2014, sua circulação chegava às 32 mil unidades conforme levantado pela Audit Bureau of Circulations (ABC).